# Sonatine pastorale d'Emmanuel
Pour les articles homonymes, voir Sonatine pastorale.
La Sonatine pastorale est une sonatine pour piano composée par Maurice Emmanuel en 1893. Comme la Sonatine bourguignonne de 1893, elle est publiée en 1923 par les éditions Heugel. Il s'agit de la deuxième d'une série de six.

## Composition
Maurice Emmanuel compose sa deuxième Sonatine en 1897. Dans ses deux sonatines, le compositeur « privilégie la concision : refusant les lourdes machines post-romantiques, il remploie une forme ancienne qui sera en vogue plus tard chez ses contemporains (Ravel, Busoni, Roussel, Koechlin, etc. »
La partition, dédiée au pianiste Isidor Philipp, est publiée en 1923 par les éditions Heugel.

## Structure
L'œuvre est en trois mouvements, ou « trois notations, traitées en style libre, dont chacune emprunte son prétexte initial à l'imitation du chant d'un oiseau », en se basant sur les motifs stylisés dans la Symphonie no 6 « pastorale » de Beethoven :
1. « La Caille » — Moderato ma jocoso ( = 88) en sol majeur, à 
 ;
2. « Le Rossignol » — Adagio en si bémol majeur, à 
 et 
 ;
3. « Le Coucou » — Leggiero ( = 88) en sol majeur, à 
.

## Analyse
Guy Sacre considère que cette sonatine est « plus impressionniste » que la Sonatine bourguignonne « qui gardait de bout en bout une grande netteté de contours, quand ici règne le flou de la pédale ». Cependant, en 1897, « ni les Estampes de Debussy, ni les Miroirs de Ravel n'ont encore eu l'occasion de dispenser leurs captivants prestiges ».

## Discographie
- Maurice Emmanuel, Les six sonatines – Marie-Catherine Girod (1986, Cybelia/Accord 476 165 8) (OCLC 494218315) ;
- Maurice Emmanuel, Les six sonatines – Peter Jacobs (en) (8-9 janvier 1987, Continuum CCD 1048 / Heritage HTGCD 157) (OCLC 931311852) ;
- Maurice Emmanuel, Les 6 sonatines – Laurent Wagschal (2013, Timpani 1C1194), (OCLC 951677307) ;
- Maurice Emmanuel, Les six sonatines pour piano – Patrick Hemmerlé (2021, Melism Records MLS-CD-018).

### Ouvrages généraux
- Alfred Cortot, La Musique française de piano, Paris, Presses Universitaires de France, coll. « Quadrige » (no 25), 1981 (1re éd. 1930–1932), 764 p. (ISBN 2-13-037278-3, OCLC 612162122, BNF 34666356), « Les six sonatines pour piano de Maurice Emmanuel », p. 453–482.
- Harry Halbreich et François-René Tranchefort (directeur), Guide de la musique de piano et de clavecin, Paris, Fayard, coll. « Les Indispensables de la musique », 1987, 870 p. (ISBN 978-2-213-01639-9, BNF 34978617), « Maurice Emmanuel », p. 346-348.
- Guy Sacre, La musique de piano : dictionnaire des compositeurs et des œuvres, vol. I (A-I), Paris, Robert Laffont, coll. « Bouquins », 1998, 1495 p. (ISBN 978-2-221-05017-0), « Maurice Emmanuel », p. 1050-1058.

### Monographies
- Christophe Corbier, Maurice Emmanuel, Paris, Bleu nuit éditeur, 2007, 176 p. (ISBN 2-913575-79-X).